# Carl Douglas
Carl Douglas (Kingston, 10 de mayo de 1942) es un cantante jamaicano, más conocido por su canción "Kung Fu Fighting", que llegó al puesto #1 en el Billboard Hot 100 de los Estados Unidos y en el UK Singles Chart del Reino Unido en 1974.
Douglas se convirtió en ser el primer cantante jamaicano en llegar al puesto #1 en los charts de EE. UU..

## Carrera
Douglas nació en Jamaica pero se crio en Estados Unidos y en el Reino Unido. Él fue al Reino Unido a estudiar ingeniería de audio, luego empezó a cantar y trabajó como actor semiprofesional hasta 1964. Ese mismo año formó una banda llamada Big Stampede, que lanzó un par de sencillos en el Reino Unido; dos años más tarde, formó The Explosions cuando estaba viviendo en España junto con el músico colombiano Álvaro Serrano Calderón. Cuando regresó al Reino Unido, Douglas entró en una banda llamada Gonzales, que rápidamente lo llevó a su primera sesión para Pye Records.
Tuvo bastante éxito como  compositor, hasta que le tocó realizar la banda sonora de la película de 1972 de Richard Roundtree, Embassy. Douglas tenía un temprano interés en el judo y comenzó a aprender más sobre el kung fu en 1973 - "Kung Fu Fighting" fue un gran éxito a ambos lados del Océano Atlántico con más de un millón de ventas en los Estados Unidos, alrededor de medio millón en el Reino Unido, y a escala mundial, más de cuatro millones. El disco comenzó con "Kung Fu Step", un bailable que se hizo muy popular en discotecas británicas, y luego en los Estados Unidos. La RIAA le concedió el disco de oro el 27 de noviembre de 1974, y ganó un premio Grammy para la Mejor Venta como Solista en 1974.
"Kung Fu Fighting" fue considerada una de las mejores canciones de discotecas de todos los tiempos. La fama de este "homenaje a las películas de artes marciales" ha ensombrecido el resto de la carrera del cantante, provocando muchas versiones de su canción. Sin embargo, Douglas lanzó dos sencillos: "Dance The Kung Fu" y "Run Back".
Pye Records, rápidamente recomendó junto a su álbum una destacada novedad de melodías soul/disco para discoteca, como el lanzamiento del álbum Kung Fu Fighting and Other Great Love Songs. El siguiente sencillo "Dance the Kung Fu", fue un fracaso en América, dejando a Douglas como un artista sin novedad, pero entró al Top 20 en Gran Bretaña, y "Run Back" UK Top 30 en 1977.
Douglas continuó con su carrera, al lanzar más tarde dos álbumes más, Love, Peace and Happiness en 1979, y Keep Pleasing Me en 1983.
Douglas se mudó a Hamburgo, Alemania, donde posee su propia empresa de producción provechosa que suministra la música para películas y publicidad. Actualmente reside en Los Ángeles, California, dónde controla una empresa editorial que coordina películas, documentales y publicidades.
En 1988, una nueva grabación de su canción más famosa, facturada como Bus Stop que destaca a Carl Douglas, alcanzó el puesto #8 en el UK Singles Chart.

## Discografía

### Álbumes de estudio
- 1974 Kung Fu Fighter
- 1974 Kung Fu Fighting and Other Great Love Songs
- 1978 Keep Pleasing Me
- 1979 Love Peace and Happiness
- 1998 The Soul Of The Kung Fu Fighter
- 2008 Return Of The Fighter

### Grandes Éxitos
- 1994 The Best Of Carl Douglas: Kung Fu Fighting